# Poul Popiel
Poul Peter Popiel (* 28. Februar 1943 in Søllested) ist ein ehemaliger US-amerikanisch-dänischer Eishockeyspieler und -trainer, der im Verlauf seiner aktiven Karriere zwischen 1960 und 1980 unter anderem 228 Spiele für die Boston Bruins, Los Angeles Kings, Detroit Red Wings, Vancouver Canucks und Edmonton Oilers in der National Hockey League (NHL) sowie weitere 538 für die Houston Aeros in der World Hockey Association (WHA) auf der Position des Verteidigers bestritten hat. Popiel, der die meisten Spiele in der Franchise-Geschichte der Houston Aeros die meisten Spiele absolvierte, gewann mit dem Team in den Jahren 1974 und 1975 die Avco World Trophy. Sein jüngerer Bruder Jan war ebenfalls professioneller Eishockeyspieler.

## Karriere
Popiel wurde im dänischen Søllested geboren und verbrachte dort auch große Teile seiner Kindheit. Das Eishockeyspielen erlernte er jedoch erst im kanadischen St. Catharines in der Provinz Ontario, nachdem seine Eltern mit der Familie dorthin ausgewandert waren. Im Juniorenbereich war er zwischen 1960 und 1963 für die St. Catharines Teepees bzw. St. Catharines Black Hawks aktiv.
Seine Rechte für die National Hockey League (NHL) lagen bei den Chicago Black Hawks, doch hier wurde er im Kader nicht berücksichtigt. Stattdessen spielte er in der American Hockey League (AHL) für die Buffalo Bisons und in der Central Professional Hockey League (CPHL) für die St. Louis Braves. Dort teilte er sich gemeinsam mit Garry Peters den Titel als Rookie des Jahres. Im Intra-League Draft holten die Boston Bruins ihn zu sich, doch neben drei Spielen in der NHL wurde er meist bei den Hershey Bears in der AHL eingesetzt. Als die Liga sich vor der Spielzeit 1967/68 erweiterte, holten die Los Angeles Kings ihn im Rahmen des NHL Expansion Draft 1967. Auch dort gelang ihm der Durchbruch nicht und wieder war die AHL seine Liga, dieses Mal bei den Springfield Kings.
Ein Wechsel im Tausch für Ron Anderson zu den Detroit Red Wings brachte endlich die erhofften Einsätze in der NHL. Doch in seiner zweiten Spielzeit mit den Red Wings verbrachte er erneut eine Reihe von Spielen in der AHL bei den Cleveland Barons. Der NHL Expansion Draft 1970 brachte ihn zu den Vancouver Canucks. Nachdem er eine starke Saison gespielt hatte, war die Enttäuschung groß, in der Saison 1971/72 erneut in der AHL bei den Rochester Americans eingesetzt zu werden.
Ab der Saison 1972/73 versuchte er sein Glück in der neu gegründeten World Hockey Association (WHA) bei den Houston Aeros. Dort konnte er im Team um Gordie Howe mehrfach die Avco World Trophy gewinnen. Popiel zählte zu den stärksten Verteidigern der neuen Liga. Als sich die Aeros nach sechs Spielzeiten auflösten, wechselte er im Sommer 1978 zum ECS Innsbruck nach Österreich, wo er gleichzeitig als spielender Assistenztrainer fungierte. Als die Edmonton Oilers in der Saison 1979/80 von zahlreichen Verletzungen in der Verteidigung geschwächt waren, holte Glen Sather ihn für zehn Spiele in den Kader. Nach Einsätzen bei den Houston Apollos in der Central Hockey League (CHL) und als Spielertrainer bei den Muskegon Mohawks in der International Hockey League (IHL) beendete er im Sommer 1982 im Alter von 39 Jahren seine Karriere.

## Erfolge und Auszeichnungen
| - 1964 CPHL Rookie of the Year (gemeinsam mit Garry Peters) - 1974 Teilnahme am WHA All-Star Game - 1974 Avco-World-Trophy-Gewinn mit den Houston Aeros - 1975 Teilnahme am WHA All-Star Game | - 1975 Avco-World-Trophy-Gewinn mit den Houston Aeros - 1975 WHA Second All-Star Team - 1977 Teilnahme am WHA All-Star Game - 1977 WHA Second All-Star Team |

## Karrierestatistik
(Legende zur Spielerstatistik: Sp oder GP = absolvierte Spiele; T oder G = erzielte Tore; V oder A = erzielte Assists; Pkt oder Pts = erzielte Scorerpunkte; SM oder PIM = erhaltene Strafminuten; +/− = Plus/Minus-Bilanz; PP = erzielte Überzahltore; SH = erzielte Unterzahltore; GW = erzielte Siegtore; 1 Play-downs/Relegation; Kursiv: Statistik nicht vollständig)